# ریکو (دریاچه)
ریکو (انگلیسی: Lake Rico) دریاچه ای است در پارک ماساسویت استیت واقع در شهر تانتون (جنوب شرقی ایالت ماساچوست). مساحت این دریاچه ۶۷ هکتار است. بیشتر طول ساحلی این دریاچه را پوشش جنگلی تشکیل داده‌است.